# سانتویت میجر
سانتویت میجر (به انگلیسی: Llantwit Major) یک شهرک در ولز است که در ویل آو گلامورگن واقع شده‌است. سانتویت میجر ۹٬۴۸۶ نفر جمعیت دارد.